# Escola Mowgli d'Igualada
L'Escola Mowgli neix l'any 1962 a Igualada en la difícil tasca de reprendre l'escola amb co-educació des de la República.
Entre les personalitats que hi han estat vinculades trobem Lluís Maria Xirinacs, que va exercir-hi de mestre o la diputada d'Esquerra Repúblicana de Catalunya Marina Llansana, la qual en va ser alumne.
Durant la celebració del 50è aniversari es va publicar un llibre escrit per l'ex-diputada en què s'aprofundeix en la identitat i la història de l'escola. L'esdeveniment va ser celebrat a Igualada el 22 d'abril de 2012 amb les autoritats locals i una assistència de més de 800 persones.